# Ishii Takeo
Ishii Takeo (Hán tự 石井 健雄 (Thạch Tỉnh Kiện Hùng), sinh ngày 3 tháng 3, 1947), là 1 ca sỹ người Nhật, nổi tiếng vì lối hát yodel.

## Tiểu sử
Ischi sinh ra và lớn lên tại Tokyo, Nhật Bản. Từ những năm trung học, ông sống khép kín, hầu như không có bạn bè. Đó cũng là lúc ông nghe được bài hát Yodel đầu tiên trên radio. Giống cha mình, ông cũng vào đại học và học ngành kỹ thuật cơ khí. Trong thời gian rảnh rỗi ông học chơi một số nhạc cụ và tập hát yodel qua những bài hát của Franzl Lang, một ca sĩ yodel huyền thoại của Đức. Ischi Ischi còn được mời biểu diễn trên đài truyền hình Nhật Bản..
Sau đó, ông có khoảng thời gian sang Đức học 6 tháng. Ông sang Thụy Sĩ và hát tại một quán bia ở Zunich và kiếm được tiền từ công việc này. Tại đây, ông may mắn gặp được thần tượng Franzl Lang. Ấn tượng về giọng hát của Ishii, Franzl Lang hết lòng nâng đỡ, giúp Ischi trở thành một ca sĩ yodel. Ông còn biểu diễn trên truyền hình cùng với Maria Hellwig, sau đó ông được dân Đức biết đến và đặt cho tên gọi "Japanese yodeler" (Người Nhật hát yodel)
Ischi gặp vợ là bà Henriette năm 1981 và 3 năm sau ông cầu hôn bà bằng một bài hát yodel tại một suối nước nóng ở Nhật. Họ kết hôn năm 1985 và có với nhau 5 người con. Bốn người con trai là Maximilian, Michael, Andreas và Lukas, cùng một cô con gái tên Julia.
Ông được trao Huy chương Hermann-Lons vì những đóng góp cho nền âm nhạc Đức.
Tuy có sự nghiệp biểu diễn lâu dài nhưng ông thực sự trở lên nổi tiếng toàn cầu khi phát hành ca khúc "Chicken Attack" vào 25 tháng 1 năm 2017, kết hợp cùng nhóm The Gregory Brothers. Ca khúc đã thu hút hơn 19 triệu lượt xem chỉ tính riêng trên Youtube.
Ishii Takeo tiếp tục hợp tác với The Gregory Brothers trong một sê-ri được lên sóng vào ngày 17 tháng 1 năm 2020. Bài hát đầu tiên trong sê-ri của họ là Chicken Pig Attack với nhiều bài hát hơn sẽ được hứa hẹn ra mắt trong tương lai.. Bài hát tiếp theo trong sê-ri của họ là Rat Attack được ra mắt vào 24 tháng 1 năm 2020.

## Đĩa hát
Der Küstenjodler
1. Der Küstenjodler
2. Wer hat nur Dir das Jodeln beigebracht
3. Bockwurst, Bier und Blasmusik

New Bibi-Hendl
1. New Bibi-Hendl (Rap)
2. New Bibi-Hendl (Heimatsender-Mix)
3. New Appenzeller
4. New Bibi-Hendl (Extended Dance-Version)
5. New Bibi-Hendl (Karaoke-Version)

Bockwurst, Bier und Blasmusik
1. Bockwurst, Bier und Blasmusik
2. Ich fang den Tag mit einem Jodler an

Wer hat nur Dir das Jodeln beigebracht
1. Wer hat nur Dir das Jodeln beigebracht
2. Bockwurst, Bier und Blasmusik
3. Ich fang den Tag mit einem Jodler an

Der Import-Hit aus Japan
1. Bibi-Hendl
2. Der Import-Hit aus Japan
3. Zwei Spuren im Schnee
4. Appenzeller
5. In jeder Sprache klingt es gleich
6. Wer hat nur Dir das Jodeln beigebracht
7. Der Liebes-Jodler
8. Bergvagabunden
9. Der Küsten-Jodler
10. Bockwurst, Bier und Blasmusik
11. Ich fang den Tag mit einem Jodler an
12. Jagertee im Pulverschnee - gemeinsam mit Maria & Margot Hellwig
13. Bibi-Hendl (Extended Dance-Version) (bonus track)

Die hr4-Weihnachts-CD
- Zwei Spuren im Schnee - Takeo Ischi

Edelweiss der Volksmusik - Volume 1
- Wer hat nur Dir das Jodeln beigebracht - Takeo Ischi

Festival der Volksmusik Volume 1
- Der Küstenjodler - Takeo Ischi

Schlager & Gute Laune Festival Die Hits von CD 2
- Takeo Ischi * New Bibi-Hendl (Rap)

Lieder die von Herzen kommen Volume 1
- Der Küsten-Jodler - Takeo Ischi

Maria Hellwig - Ich möcht so gerne Urgroßmutter sein
- Takeo Ischi - Der Küstenjodler